# 조신 (흉노)
조신(趙信, ? ~ 기원전 107년)은 흉노의 군인이다.

## 생애
본래 흉노의 상국으로, 전한에 투항하여 흡후(翕侯)에 봉해졌다.
원삭 6년(기원전 123년) 봄, 전장군이 되어 위청·공손오·공손하·소건·이광·이저와 함께 흉노를 치러 출진하였고, 소건과 함께 기병 3천여 명을 이끌고 따로 이동하다가 이지사선우의 군세와 조우하였다.
조신과 소건은 흉노와 하루 남짓 교전하였다. 상황이 급박해지자 조신은 8백여 기를 이끌고 다시 흉노에 투항하였고, 소건은 병력을 모두 잃고 홀로 살아남아 달아났다. 이지사선우는 조신을 선우 다음가는 왕에 봉하고 누이를 아내로 취하였고, 조신의 계책을 받아들여 막북(幕北)을 차단하였다. 한나라 군세는 물러났고, 더는 진격하지 못하였다.
조신이 죽은 해에, 전한에서는 흉노가 쇠락하여 복종시킬 수 있으리라고 여겨 양신(楊信)을 흉노에 보내 오유선우를 설득하였다. 한서 흉노전에는 정확한 시기가 기록되어 있지 않으나, 무제기에 따르면 원봉 4년(기원전 107년) 가을의 일이다.
원수 4년(기원전 119년) 위청이 흉노에 쳐들어왔을 때 전안산의 조신성(趙信城)까지 진격하고 후퇴했는데, 이 성은 조신이 쌓아서 조신성이라고 한다고 한다.

## 출전
- 사마천, 《사기》
  - 권20 건원이래후자연표
  - 권110 흉노열전
  - 권111 이장군표기열전

- 반고, 《한서》
  - 권6 무제기
  - 권17 경무소선원성공신표
  - 권55 위청곽거병전
  - 권94상 흉노전 上

| 선대 (첫 봉건) | 전한의 흡후 기원전 132년 10월 임오일 ~ 기원전 123년 | 후대 (봉국 폐지) |